# مروة عيد
مروة محمد عيد محمد سليمان (31 يوليو 1984 -)، ممثلة مصرية شاركت في العديد من الأعمال في السينما المصرية والدراما التلفزيونية.

## عن حياتها
ممثلة مصرية ولدت في الجيزة خريجة المعهد العالي للفنون المسرحية قسم التمثيل والإخراج، ومتزوجة من السيناريست محمد عز الدين.
شاركت في العديد من العروض الهامة أثناء دراستها بالمعهد مع أساتذتها جلال الشرقاوي وسميرة محسن وعلاء قوقة وأيمن الشيوى، كما شاركت في عروض للبيت الفني للمسرح أثناء الدراسة أيضا مثل عرض “الشطار” الذي قدمته على مسرح الغد من إخراج محمود الألفي وعرض “الأبرياء” على مسرح الطليعة مع المخرج أحمد إبراهيم شارك في مسلسل لدينا أقوال أخرى حصلت على جائزة «أفضل عرض مسرحي» في مهرجان شرم الشيخ الدولى للمسرح الشبابى، عن عرض المونودراما «واحدة حلوة»، ونالت أيضا جائزة «أفضل ممثلة» من المهرجان القومى للمسرح في دورته العاشرة.

## من أعمالها
من الأفلام والمسلسلات
- أبو ضحكة جنان (2009)
- سيدنا السيد (2012)
- مسلسل الهروب (2012)
- إكس لارج (2011)
- الكبير اوي الجزء الثالث (2013)
- شد اجزاء (2015)
- في ال لا لا لاند (2017)
- الحربايه (2017)
- لدينا اقوال اخري (2018)
- ألا انا حكايه ضي القمر (2020)

من المسرح
شاركت في العديد من الأعمال المسرحية من أبرزها مسرحيه المحاكمة امام الرئيس عبد الفتاح السيسي في مؤتمر الشباب 2019
- مسرحية الأبرياء (2012)
- سينما مصر (2019)
- ليلتكم سعيده (2020)

مونودراما:
كانت أول بطوله في المسرح مونودراما في عرض «واحده حلوه» إخراج اكرم مصطفي عام 2017 وحصلت علي جائزة «أفضل ممثلة» من المهرجان القومى للمسرح في دورته العاشرة